# Ocaria elongata
Ocaria elongata is een vlinder uit de familie van de Lycaenidae. De wetenschappelijke naam van de soort werd als Thecla elongata in 1870 gepubliceerd door William Chapman Hewitson.